# Гройсман, Виталий Александрович
Вита́лий Алекса́ндрович Гро́йсман (6 мая 1939, Николаев, Украинская ССР, СССР — 7 июля 2023, Тольятти, Самарская область, Россия) — советский и российский врач, Заслуженный врач РФ (1997), Заслуженный тренер СССР (1974), главный врач Тольяттинской городской клинической больницы № 1 (1982—2015 годы).

## Биография
Родился 6 мая 1939 в городе Николаев, Украинской ССР.
Отец служил боцманом на флоте. В период войны был с семьёй эвакуирован в Бузулук. После её окончания вернулся в Николаев в котором Виталий Гройсман заканчивает школу и пробует поступать в Ленинграде в физкультурный институт, но из-за полученной травмы в ходе тренировки сальто с трамплина, возвращается домой в Николаев, где его отец устраивает учеником плотника на судоремонтную Верфь, после чего военкоматом был направлен в Одесское военно-морское медицинское училище.
В 1957—1959 год учёба «Одесском военно-морском медицинском училище», специальности фельдшер подводных лодок, после окончания в звании лейтенанта по распределению был направлен по специальности в ряды Советской Армии, с 1959—1962 год, службу проходил в советских частях ГДР в танковом полку начальником медпункта батальона.
В 1962 году после окончания службы, зачислен в офицеры запаса, поступил учиться на хирурга в Ставропольский государственный медицинский институт, в котором он знакомится со своей будущей супругой Валентиной. После его окончания работал в институте лаборантом на кафедре лечебной физкультуры.
В 1967 году сопровождая спортсменов по акробатике на чемпионате Союза в городе Горький (ныне Нижний Новгород), главой федерации спортивной акробатики был рекомендован председателю Тольяттинского горисполкома Василию Прасолову который пригласил его тренером по акробатике в Тольятти.
В 1967—1980 год работал детским  хирургом-стоматологом, после чего был назначен главным врачом стоматологической клиники № 3, параллельно вечером вёл тренировки по детской женской акробатике.
В 1973 году по инициативе директора «Волжского автомобильного завода» Виктора Полякова организовал на территории прессового производства заводскую стоматологическую клинику.
В 1980 году из-за конфликта с партийным руководством покинул стоматологическую клинику, при поддержке Виктора Полякова был приглашён на автозавод в должность заместителя директора по здравоохранению и спорту ВАЗа.
В 1982—2015 годах — главный врач медсанчасти Куйбышевгидростроя (ныне ГБУЗ Тольяттинская городская клиническая больница № 1)
В 2015—2017 годах года заместитель главного врача по развитию ГБУЗ «Тольяттинской городской клинической больницы № 1» Евгения Сакеева.
С 2017 года президент «Фонд Больницы № 1 Тольятти», учредителем которого является физическое лицо О.В.Михайлов.

## Спортивная деятельность
В 12 лет стал кандидатом в мастера спорта по гимнастике, ему присвоен 1 разряд по прыжкам в воду, прыжкам с шестом, 2 разряд по плаванию.
В 1967 году В. А. Гройсман организовал в Тольятти школу спортивной акробатики и батута и уже в 1972 году две его воспитанницы стали чемпионками России и Советского Союза, за что ему присвоено звание «Заслуженный тренер РСФСР».
В 1974 году — пять воспитанников В. А. Гройсмана становятся чемпионами мира и Европы, а ему присваивается звание «Заслуженный тренер СССР».
С 1967 по 1993 годы В. А. Гройсманом подготовлено как тренером 29 чемпионов Мира и Европы по спортивной акробатике и прыжкам на батуте, вручено 45 золотых медалей «Тренер чемпиона». Это достижение внесено в Книгу рекордов Гиннесса. В эту же Книгу внесено имя и его воспитанницы Надежды Маслобойщиковой — первой женщины в мире, выполнившей двойное сальто.
В 1963 году ему присвоено звание «Мастер спорта по акробатике», а в 1966 году — «Мастер спорта по прыжкам на батуте». Судья международной категории.
Всего под его тренерским руководством подготовлено 157 мастеров спорта СССР, в том числе 28 мастеров спорта международного класса, 9 заслуженных мастеров спорта, 34 чемпиона и обладателя Кубка России, 29 чемпионов мира и Европы
С 2003 года президент «Федерации прыжков на батуте, акробатической дорожке и двойном мини-трампе Самарской области».

## Политическая деятельность
В 1959—1991 год член КПСС; с 2001 года — член Единой России.
В 1986—1993 год народный депутат Тольяттинского горисполкома совета народных депутатов.
В 1994—2001 год депутат Тольяттинской городской думы трёх созывов, Комсомольского района. С избранием депутатом областной думы, досрочно сложил полномочия депутата городской думы.
9 декабря 2001 года по Комсомольскому избирательному округу № 15 избран депутатом Самарской губернской думы 3-го созыва.
11 марта 2007 года в составе партийного списка Единой России переизбран депутатом Самарской губернской думы 4-го созыва.
В 2008 году совместно с депутатом Е. Л. Юрьевым высказывал предложение, в порядке ст. 12 ФЗ-131 «Об общих принципах организации местного самоуправления в Российской Федерации», присоединить Жигулёвск к Тольятти, однако предложение депутатов не было одобрено.
В 2012 году организовал и возглавил общественное движение — «Мой город», учредителями которого выступили четыре почётных гражданина города: строитель Владимир Гусев, социолог Сергей Дьячков, банкир Анатолий Волошин и сам Виталий Гройсман. Ожидалось что движение будет участвовать в предстоящих выборах думу Тольятти 6-го созыва, но этого не произошло.
В 2016 году избран на 4 года председателем городской Общественной палаты при Тольяттинской городской думе, в 2020 году переизбран в общественную палату, личный приём граждан не проводил.
В 2017 году входил в члены конкурсной комиссии Думы Тольятти по назначению Сергея Анаташева на должность главы городского округа Тольятти.

## Научная деятельность
В 1975 году получил первое свидетельство об изобретении, в настоящее время является автором 8 изобретений, успешно защитил диссертацию на звание кандидата медицинских наук.
В 1981 году награждён золотой медалью ВДНХ СССР.
В 1996 году защищает ученую степень доктора медицинских наук.
В январе 1997 года избран действительным членом Российской академии естественных наук.
В июне 2008 года на Международном конгрессе в Ганновере В. А. Гройсману присвоено звание «Почетный ученый Европы».

## Награды
Награждён правительственными наградами: орденом Почёта, медалями [[Медаль «За доблестный труд»|«За доблестный труд»]], «За трудовую доблесть», знаком «Отличник здравоохранения».
6 мая 1998 года по ходатайству дирекции Департамента здравоохранения мэрии, профсоюза работников здравоохранения города, комитет по физкультуре и спорту мэрии города городской думой присвоено звание «Почётный гражданин города Тольятти».
8 июня 2004 года постановлением губернатора К. А. Титова, присвоено звание «Почётный гражданин Самарской области».
В июле 2023 губернатор Д.И.Азаров поддержал идею присвоить ГБУЗ СО «Тольяттинской городской клинической больнице № 1» имя Виталия Гройсмана.

## Семья
Супруга Валентина Михайлована Гройсман — врач-косметолог, кандидат медицинских наук, главный врач частной косметической клиники «Центр врачебной косметики от Валентины Гройсман» при Визави. Дочь Ирина Гройсман — врач-косметолог, работает вместе с матерью, с 2013 года замужем за Алексеем Палагиным. Семья владеет парусной яхтой, частной медицинской клиникой «Визави» расположенной на территории возглавляемой им больницы. В 2007 году утверждалось, что семья вышла из состава учредителей при этом супруга и дочь по-прежнему сохранили свои позиции в клинике, сам Виталий Гройсман являлся её научным руководителем.